# Rex Murphy
Pour les articles homonymes, voir Rex et Murphy.
 (mai 2024).
Si vous disposez d'ouvrages ou d'articles de référence ou si vous connaissez des sites web de qualité traitant du thème abordé ici, merci de compléter l'article en donnant les références utiles à sa vérifiabilité et en les liant à la section « Notes et références ».
Robert Rex Rafael Murphy, dit Rex Murphy, est un commentateur politique canadien né à Carbonear (Dominion de Terre-Neuve) en mars 1947 et mort le 9 mai 2024 à Toronto.

## Biographie
Robert Rex Rafael Murphy est né à Carbonear, à 105 kilomètres à l'ouest de Saint-Jean de Terre-Neuve. Il est le deuxième des cinq enfants de Harry et Marie Murphy. Il est diplômé de l'Université Memorial de Terre-Neuve en 1968 et est allé au Royaume-Uni pour étudier à St Edmund Hall, Université d'Oxford, en tant que boursier Rhodes, mais n'a pas obtenu de diplôme.
Murphy a d'abord attiré l'attention nationale, alors qu'il était toujours à l'Université Memorial, par un discours à Lennoxville au Québec, qui fut rapporté nationalement. Il y qualifiait le style de gouvernement du premier ministre de Terre-Neuve, Joey Smallwood, de dictatorial, mentionnant que les frais de scolarité supposément gratuits proclamés par son administration étaient en fait une imposture. Smallwood a alors réagi en conférence de presse en lui disant de ne plus revenir à son université, ce à quoi Rex Murphy a répliqué en se faisant élire président du Conseil des étudiants de l'Université Memorial. Le gouvernement a finalement cédé et tous les étudiants ont reçu les frais de scolarité gratuits, plus une allocation de subsistance de 50 $.
Rex Murphy s'est présenté deux fois aux élections provinciales à Terre-Neuve, en 1985 dans la circonscription de Placentia et à une élection partielle dans la circonscription de St. John's-Est en 1986 en tant que libéral. Il a perdu les deux fois mais a travaillé dans les années 1980 comme assistant exécutif de Clyde Wells qui est devenu premier ministre de la province plus tard.
Il est surtout connu pour ses figures de style sur les questions politiques canadiennes. Il est un commentateur à CBC avec des capsules régulières appelées Rex's Point of View. Il animait aussi Cross Country Checkup, une tribune téléphonique hebdomadaire sur la Première chaîne de Radio-Canada, jusqu'en fin septembre 2015. Écarté du quotidien Globe and Mail comme chroniqueur en janvier 2010, il est depuis au National Post.
Rex Murphy meurt le 9 mai 2024 à Toronto à l'âge de 77 ans,.